# 数据仓库一体机
“数据仓库一体机（Data Warehouse Appliance）”是一种专为大量数据的分析处理而设计的软、硬件结合的产品。它由一组集成的服务器、存储设备、操作系统、数据库管理系统以及一些为数据仓库用途而特别预先安装及优化的软件组成。
数据仓库一体机为中等至大型的数据仓库市场（通常数据量在TB至PB级别）提供解决方案。

## 特点
一个数据仓库的总体拥有成本（Total Cost of Ownership，TCO）由初始进入成本、进行中的维护成本及随着数据仓库的增长而增容的成本组成。而数据仓库一体机只需较低的进入和维护成本。而初始成本则由安装在其上的应用程序来决定。
总体拥有成本大部分由监控及调优数据仓库所花费的资源来组成，通常差不多有80%。数据仓库一体机减少了日复日的操作、设置及集成的管理工作。很多一体机也提供了低成本的处理能力和容量的扩展方案。